# Mihăileni (Harghita)
Mihăileni es una comuna ubicada en el distrito de Harghita, Rumania.

## Superficie
Cuenta con una superficie de 82,72 kilómetros cuadrados.

## Demografía
Hasta 2021 la población era de 2593 habitantes, con una densidad de población de 31,35 habitantes por kilómetro cuadrado.